# Pana (Togo)
Pour les articles homonymes, voir Pana.
Pana est une petite ville du Togo.

## Géographie
Pana est situé à environ 63 km de Dapaong, dans la région des Savanes.

## Vie économique
- Coopérative paysanne

## Lieux publics
- École secondaire
- Bibliothèque publique